# ريتش دورنينج
ريتش دورنينج (بالإنجليزية: Rich Durning)‏ هو لاعب كرة قاعدة أمريكي، ولد في 10 أكتوبر 1892 في لويفيل في الولايات المتحدة، وتوفي في 23 سبتمبر 1948 في Castle Point, New York ‏ في الولايات المتحدة.

## وصلات خارجية
- ريتش دورنينج على موقعبيزبول رفرنس.كوم (الدوري الرئيسي) (الإنجليزية)
- ريتش دورنينج على موقعبيزبول رفرنس.كوم (الدوري الثانوي) (الإنجليزية)